# Лучшие песни. Музыкант
Лучшие песни. Музыкант (укр. Найкращі пісні. Музикант) — збірник найкращих пісень російського рок-музиканта Констянтина Нікольського.

## Композиції
1. Intro
2. Музыкант
3. Один взгляд назад
4. Птицы белые мои
5. Когда поймешь умом…
6. В моей душе осадок зла
7. Мой друг художник и поэт
8. Зеркало мира
9. Спи, душа моя
10. Ночная птица
11. От любви к любви
12. Растаяла дымка сквозная
13. Я сам из тех…
14. Прошедший день
15. Я бреду по бездорожью
16. Не уходи, мой друг